# Filignano
Filignano község  (comune) Olaszország Molise régiójában, Isernia megyében.

## Fekvése
A megye részén nyugati fekszik, az Abruzzo-Lazio-Molise Nemzeti Park területén fekszik a Monte Marrone lábainál. Határai: Acquafondata, Colli a Volturno, Montaquila, Pozzilli, Rocchetta a Volturno, Scapoli és Vallerotonda.

## Története
Első említése 962-ből származik Fundiliano néven, amikor a közeli San Vincenzo al Volturno apátság tulajdona volt. 1807-ben Venafro része lett, majd 1840-ben önálló település. A második világháború során súlyos károkat szenvedett, mivel a németek által kialakított Gusztáv-vonal mentén feküdt.

## Népessége
A népesség számának alakulása:

## Főbb látnivalói
- az 1757-ben épült Immacolata Concezione-templom
- középkori városfalak
- a mészkőből épített kúp alakú épületek, a thòloszok